# 須藤良太郎
須藤 良太郎（すどう りょうたろう、1933年〈昭和8年〉1月1日 - ）は、日本の農水官僚、政治家。元参議院議員（2期）。

## 経歴
群馬県安中市の農家の出身で、両親は教員を勤めていた。群馬県立高崎高等学校を経て、1955年（昭和30年）東京大学農学部農業工学科を卒業後、農林省に入省。新潟県農地部農地建設課長、農林省構造改善局建設部整備課長、同部設計課長、同部長を歴任し、構造改善局次長を歴任。農学博士号を取得した後、1987年（昭和62年）に農林省を退官。
1989年（平成元年）、第15回参議院議員通常選挙で自由民主党の後補として比例区から出馬し初当選。竹下派に属した。その後の竹下派分裂騒動では、小渕恵三側につき、小渕派に属した。
1992年（平成3年）に農林水産政務次官に任命され、農業機械化促進法・農業経営基盤強化法、特定農山地域活性化法の制定に関与。
1995年（平成6年）、第17回参議院議員通常選挙においても比例区で2回目の当選を果たした。
2001年（平成12年）、第19回参議院議員通常選挙をもって政界を引退した。
この間、参議院経済・産業委員長、参議院災害対策特別委員長、憲法調査推進議員連盟会員、自由民主党議員立法推進委員会、自由民主党参議院政審副会長、自由民主党政務調査副会長、参議院金融問題及び経済活性化に関する特別委員会理事、社団法人土地改良測量設計技術協会会長などの要職を歴任した。